# Zhuhai Championships 2019 - Qualificazioni singolare
Le qualificazioni del singolare dello Zhuhai Championships 2019 sono state un torneo di tennis preliminare per accedere alla fase finale della manifestazione. I vincitori dell'ultimo turno sono entrati di diritto nel tabellone principale. In caso di ritiro di uno o più giocatori aventi diritto a questi sono subentrati i lucky loser, ossia i giocatori che hanno perso nell'ultimo turno ma che avevano una classifica più alta rispetto agli altri partecipanti che avevano comunque perso nel turno finale.

## Teste di serie
1. Kwon Soon-woo (qualificato)
2. Dominik Koepfer (qualificato)
3. Damir Džumhur (qualificato)
4. Thomas Fabbiano (primo turno)

1. Brayden Schnur (ultimo turno)
2. Henri Laaksonen (ultimo turno)
3. Yūichi Sugita (ultimo turno)
4. Jiří Veselý (ultimo turno, ritirato)

## Qualificati
1. Kwon Soon-woo
2. Dominik Koepfer

1. Damir Džumhur
2. Tatsuma Itō

## Tabellone

### Legenda
| - Q = Qualificato - WC = Wild card - LL = Lucky loser | - ALT = Alternate - SE = Special Exempt - PR = Protected Ranking | - w/o = Walkover - r = Ritirato - d = Squalificato |

### Sezione 1
|  | Primo turno | Primo turno     | Primo turno     | Primo turno | Primo turno |  |  | Ultimo turno | Ultimo turno    | Ultimo turno | Ultimo turno | Ultimo turno |  |
|  |             |                 |                 |             |             |  |  |              |                 |              |              |              |  |
|  | 1           | Kwon Soon-woo   | Kwon Soon-woo   | 6           | 6           |  |  |              |                 |              |              |              |  |
|  | Alt         | Miliaan Niesten | Miliaan Niesten | 3           | 2           |  |  | 1            | Kwon Soon-woo   | 6            | 5            | 6            |  |
|  | WC          | Hua Runhao      | Hua Runhao      | 3           | 3           |  |  | 6            | Henri Laaksonen | 2            | 7            | 4            |  |
|  | 6           | Henri Laaksonen | Henri Laaksonen | 6           | 6           |  |  |              |                 |              |              |              |  |

### Sezione 2
|  | Primo turno | Primo turno     | Primo turno     | Primo turno | Primo turno |  |  | Ultimo turno | Ultimo turno    | Ultimo turno    | Ultimo turno | Ultimo turno |  |
|  |             |                 |                 |             |             |  |  |              |                 |                 |              |              |  |
|  | 2           | Dominik Koepfer | Dominik Koepfer | 6           | 7           |  |  |              |                 |                 |              |              |  |
|  | Alt         | He Yecong       | He Yecong       | 4           | 63          |  |  | 2            | Dominik Koepfer | Dominik Koepfer | 7            | 6            |  |
|  | WC          | Zhao Zhao       | Zhao Zhao       | 0           | 0           |  |  | 7            | Yūichi Sugita   | Yūichi Sugita   | 65           | 3            |  |
|  | 7           | Yūichi Sugita   | Yūichi Sugita   | 6           | 6           |  |  |              |                 |                 |              |              |  |

### Sezione 3
|  | Primo turno | Primo turno      | Primo turno      | Primo turno | Primo turno |  |  | Ultimo turno | Ultimo turno   | Ultimo turno   | Ultimo turno | Ultimo turno |  |
|  |             |                  |                  |             |             |  |  |              |                |                |              |              |  |
|  | 3           | Damir Džumhur    | 6                | 2           | 6           |  |  |              |                |                |              |              |  |
|  |             | Alex Bolt        | 4                | 6           | 4           |  |  | 3            | Damir Džumhur  | Damir Džumhur  | 6            | 6            |  |
|  |             | Gonçalo Oliveira | Gonçalo Oliveira | 5           | 3           |  |  | 5            | Brayden Schnur | Brayden Schnur | 2            | 2            |  |
|  | 5           | Brayden Schnur   | Brayden Schnur   | 7           | 6           |  |  |              |                |                |              |              |  |

### Sezione 4
|  | Primo turno | Primo turno       | Primo turno     | Primo turno | Primo turno |  |  | Ultimo turno | Ultimo turno | Ultimo turno | Ultimo turno | Ultimo turno |  |
|  |             |                   |                 |             |             |  |  |              |              |              |              |              |  |
|  | 4           | Thomas Fabbiano   | Thomas Fabbiano | 4           | 3           |  |  |              |              |              |              |              |  |
|  |             | Tatsuma Itō       | Tatsuma Itō     | 6           | 6           |  |  |              | Tatsuma Itō  | Tatsuma Itō  | 6            |              |  |
|  |             | Yasutaka Uchiyama | 7               | 62          | 65          |  |  | 8            | Jiří Veselý  | Jiří Veselý  | 4            | r            |  |
|  | 8           | Jiří Veselý       | 65              | 7           | 7           |  |  |              |              |              |              |              |  |